# Grammia anna
Grammia anna är en fjärilsart som beskrevs av Augustus Radcliffe Grote 1863. Grammia anna ingår i släktet Grammia och familjen björnspinnare. Inga underarter finns listade i Catalogue of Life.